# Champagne Canard-Duchêne
Pour les articles homonymes, voir Canard (homonymie) et Duchêne.
Née en 1868 de l’union d’un tonnelier (Victor Canard) et d’une vigneronne (Léonie Duchêne), la maison de Champagne Canard-Duchêne est située à Ludes, dans le vignoble de la montagne de Reims. Elle appartient depuis 2004 au Groupe Alain Thiénot..

## Histoire
En 1868, Victor Canard menuisier-tonnelier et Léonie Duchêne, fille de vigneron, fondent la maison de champagne Canard-Duchêne  à Ludes, berceau de la famille.vignoble de la Champagne, sur les coteaux de Ludes, dans ce qui est désormais le parc naturel de la Montagne de Reims,.
En 1890, Edmond Canard succède à Victor Canard et Léonie Duchêne, ses parents, à la tête de la maison Canard-Duchêne.
Demeuré seul à la direction de l’entreprise après le décès de son frère Alfred, Edmond donne à cette marque une renommée internationale en mettant l'accent notamment sur la commercialisation de ce champagne à quelques clients étrangers emblématiques. Ainsi, la maison Canard-Duchêne entre dans le cercle très fermé des fournisseurs du tsar Nicolas II. Ceci lui permet d'arborer désormais sur ses étiquettes l'aigle bicéphale surmonté d'une couronne, « emprunté » à la famille impériale de Russie. Un autre emblème s’y ajoute plus tard : le sabre de cosaque russe, en souvenir de la tradition d’époque napoléonienne de sabrer le champagne.
À partir de 1930, Victor Canard, petit-fils des fondateurs, donne une impulsion supplémentaire à la notoriété de la marque  par du sponsoring sportif. Victor Canard préside aux destinées du Stade de Reims à ses heures les plus glorieuses et s'associe à des événements majeurs comme les Jeux Olympiques de Grenoble en 1968.
Grâce aux exportations, la maison franchit la barre des 2 800 000 bouteilles annuellement. Une expansion qui nécessite des apports de capitaux. Après une brève association avec Piper-Heidsieck, la société Canard-Duchêne est vendue en 1978 à Veuve Clicquot-Ponsardin, qui intègre le groupe LVMH en 1987.
La Maison Canard-Duchêne est revendue par LVMH et devient la propriété du groupe Thiénot en 2004,,.